# 東京理科大学大学院経営学研究科・経営学部
東京理科大学大学院経営学研究科（とうきょうりかだいがくだいがくいんけいえいがくけんきゅうか、英称：Graduate School of Management）は、東京理科大学に設置される大学院研究科の一つである。また、東京理科大学経営学部（とうきょうりかだいがくけいえいがくぶ、英称：School of Management）は、同大学に設置される学部の一つである。
キャンパスは神楽坂キャンパス富士見校舎。

## 略歴
東京理科大学は理系総合大学をバックグランドにして、「経営を科学する」をビジョンに掲げ、1993年に埼玉県久喜市に「経営学部」を設立した。その後、中根滋理事（当時）のもと、久喜キャンパスから神楽坂キャンパス富士見校舎への移転計画が策定され、2016年3月正式に移転した。また、同年4月にビジネスエコノミクス学科を、2021年4月には国際デザイン経営学科を新設した。

## 沿革

### 年表
- 1993年（平成5年）4月1日 - 久喜校舎竣工。久喜校舎に経営学部（経営学科）を設置。
- 1997年（平成9年）4月1日 - 久喜校舎に経営学研究科を設置。
- 2016年（平成28年）
  - 3月23日 - 久喜キャンパス閉鎖。
  - 3月24日 - 神楽坂キャンパス富士見校舎使用開始。
  - 4月1日 - 経営学部と経営学研究科が久喜キャンパスから神楽坂キャンパス富士見校舎へ全面移転、経営学部ビジネスエコノミクス学科を新設。
- 2018年（平成30年）4月1日 - 東京理科大学大学院イノベーション研究科を「経営学研究科」に統合。
- 2021年（令和3年）4月1日 - 経営学部国際デザイン経営学科を新設[1]。

## 教育と研究
東京理科大学経営学部は「科学的なアプローチ」によって経営の理論と技法を教育・研究することを目標とする。
入試科目は英語、数学、国語の3教科であるが、東京理科大学経営学部は文系・理系の枠組みを超えた様々な授業科目を用意し、学生たちの数理力・論理力が向上するようにカリキュラムが組まれている。
また、東京理科大学経営学部は、数理力・論理力を利用して経営を取り巻く様々な課題を分析・解析し、創造的な解決方法を導き出せる「イノベーションリーダー」を育成することを目標にし、以下の3つの学科を用意した。
経営学科
経営学科では、マーケティングや会計、ファイナンス、経営戦略などを中心に学び、実証的に経営課題を解決できる力をもった経営のプロフェッショナルの人材を育てることを目標とする。
カリキュラムの流れは、大学1年では、経営学入門および演習、会計学入門および演習、ファイナンス入門および演習、マーケティング入門および演習、キャリアデザイン、微分積分学および演習、線形代数学および演習、統計学および演習、ミクロ経済学および演習、情報リテラシー、法学入門、民法など、大学2年では、プログラミング、経営戦略、アントレプレナー、応用マーケィテング、簿記、会計、原価計算など、大学3年では、ゼミナール、経営管理、経営情報、マーケティングサイエンス、ブランド論、税務会計、応用財務会計など、大学4年で卒業研究、となっている。
ビジネスエコノミクス学科
ビジネスエコノミクス学科では、統計学・データサイエンス、経済学・ゲーム理論、金融工学、意思決定などを中心に学び、マクロからミクロまで多様なデータを活用でき、意思決定のできる、理論に強いデータサイエンティストなどのスペシャリストの人材を育てることを目標とする。
カリキュラムの流れは、大学1年では、ミクロ経済学、マクロ経済学、会計学概論、ファイナンス概論、データサイエンスの基礎、微分積分および演習、線形代数および演習、確率・統計および演習など、大学2年では、計量経済学、応用統計学、経済数学、ビジネス法、経済データ分析、プログラミング論、経営学概論、データ処理法、マーケティング概論、経済予測、公共経済学、金融システムなど、大学3年では、ゼミナール、コンピューテーショナル・エコノミクス、マーケティングサイエンス、ビッグデータ解析、応用計量分析、情報と契約の経済学、産業組織論、オペレーションズ・リサーチ、メカニズムデザイン、経済政策、実験経済学、金融工学、証券投資論、簿記論、財務諸表論、実証会計・ファイナンスなど、大学4年では卒業研究、となっている。
国際デザイン経営学科
国際デザイン経営学科では、デザインとデジタル、国際という３つの分野を融合して学び、創造力と実践力を持った人材を育てることを目標とする。
カリキュラムの流れは、大学1年では、国際デザイン経営概論、線形代数学および演習、微分積分学および演習、情報基礎および演習、プログラミング基礎、統計入門、コ・デザインプロジェクト、テック基礎、経営学入門など、大学2年では、キャリアデザイン、立体デザイン論、ミーティングデザイン、デジタル技術の基礎数理、データ分析入門、基礎異文化コミュニケーション、経営管理論、経営の経済学、会計学概論など、大学3年では、ゼミナール、Design Thinking (Basic)、Global Public Life、ナラティブ理論、Design Thinking (Advanced)、情報セキュリティ、プログラミング応用、Data Strategy、 経営分析、経営戦略論、イノベーションマネジメント、ビジネスゲームなど、大学4年では、卒業研究、となっている。
理科大経営学部の特徴は、数量的・計量的な解析を中心とした科学的なアプローチによるイノベーション重視の経営学部である。また、文理融合は経営学部のモットーの1つとしており（教授陣の約半分の人数が理学/工学系である（2011年3月現在※語学系分野のスタッフを除く））、管理会計を中心とした会計学、経済政策・コンピューテーショナルエコノミクスに重点をおいた数理経済学を行っている。
また、日銀グランプリ（2005年以降)や日経STOCKリーグ(2003年以降)にも応募しており、第12回日銀グランプリでは東京理科大学経営学部が最優秀賞を受賞している。
就職においても、読売新聞社が発行・編集する『就職に強い大学』2012年度版の，学部別就職率ランキングで東京理科大学経営学部は全国1位となった。 また、2013年度版の『就職に強い大学』でも学部別就職率ランキングで全国1位となった。

## 組織
経営学部
- 経営学科（Department of Management Science，MS科）
- ビジネスエコノミクス学科（Department of Business Economics，BE科）
- 国際デザイン経営学科（Department of International Digital and Design Management，IDM科）

経営学研究科
- 経営学専攻
- 技術経営専攻（MOT）（旧イノベーション研究科より実質的に継承）

## 学部長
- 椿美智子